# Arsdorf
Arsdorf (Luxemburgs: Ueschdref) is een plaats in de gemeente Rambrouch en het kanton Redange in Luxemburg.

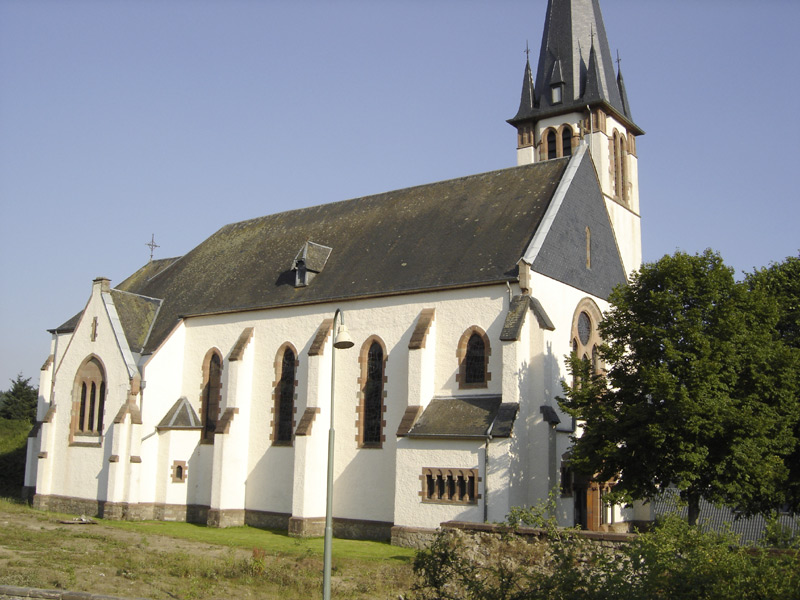
Kerk van Arsdorf

Arsdorf telt 228 inwoners (2001).
Arsdorf · Bigonville · Bilsdorf · Eschette · Folschette · Haut-Martelange · Holtz · Hostert · Koetschette · Perlé · Rambrouch · Rombach · Schwiedelbrouch · Wolwelange

Luxemburgse gemeenten · Kanton Redange · Luxemburg